# 崔祖螭
崔祖螭（？—531年6月7日），小字社客，清河郡东武城县（今河北省衡水市故城县）人，出自清河崔氏定著六房之一的清河青州房，北魏官员。

## 生平
崔祖螭粗壮勇敢有气力，青州刺史元罗板授他担任统军，率领部众讨伐海滨贼寇。普泰元年（531年）二月，镇远将军崔祖螭和张僧皓率领青州七郡的部众反叛北魏，包围青州的东阳城，十余日之间，部众达到十多万人，十分强盛，围困逼迫东阳城一百多天。青州刺史元贵平想要太傅咨议参军崔光伯出城慰劳叛军，崔光伯的孪生哥哥崔光韶说：“城民骄纵，由来已久，人人忿恨，怨气很盛。古人说：‘众怒如同水火’，由此看来，今天是不可以用劝慰制止叛乱的。”元贵平强迫崔光伯出城，崔光韶说：“刺史受委任管辖一方，总管万里，但是治理的大事不与国士商议，与你共腹心的都是奉迎小人。既不能绥抚遏制以杜绝事变在萌芽中，又不能安坐观察，等待敌人气焰衰搓。逼迫我弟弟做没有意义的事，如果他单骑独往，可能被拘留，如果以兵众临敌，势必引起相互敌对，可以预料无济于事。”元贵平逼迫不已，崔光伯不得已出城，走出数里后被流箭射死。元贵平率领城中百姓固守，又命令将士打开城门交战。五月丙子（531年6月7日），尔朱仲远派遣都督魏僧勖等人讨伐崔祖螭，将崔祖螭俘虏后斩首，将首级传送到京城。

## 其他
《北齐书·李浑传》记载是李浑出任行台讨伐平定了崔社客，司马光指出崔社客的时代和崔祖螭大略相同，《北齐书》可能不知道崔社客就是崔祖螭，以为是两个人，司马光最终遵从《魏书·帝纪》，认为是魏僧勗讨伐平定了崔祖螭。

## 家庭

### 高祖
- 崔琼，后燕车骑属

### 曾祖
- 崔辑，刘宋泰山郡太守

### 祖父
- 崔目连

### 父母
- 崔僧渊，北魏龙骧将军、南青州刺史
- 平原杜氏[13][14]

### 兄弟姐妹
- 崔伯驎，北魏中坚将军、乐陵郡太守、冀州长史
- 崔伯骥，北魏京兆王法曹参军
- 崔伯凤，北魏前将军
- 崔祖龙，北魏司空行参军
- 崔祖虯，北魏秀才

### 夫人
- 清河张氏，瀛州刺史张烈第三女，后出家为尼，法号释修梵，开皇十三年八月廿三日去世，虚岁九十一，开皇十五年十月廿四日葬于石室[15]